# Vitalianus (comes)
Vitalianus war ein spätantiker römischer General.
Vitalianus stieg im Heer auf. Er war zunächst bis 363 einfacher Soldat im numerus Herulorum, einem vielleicht in Gallien oder Italien residierenden Truppenteil. 364 war er offenbar Teil einer Gesandtschaft des gallischen Heermeisters Iovinus an Jovian, der kurz zuvor nach dem Tod Kaiser Julians von den Truppen zum Kaiser ausgerufen worden war. Iovinus’ Gesandtschaft sicherte dem neuen Kaiser die Unterstützung der gallischen Truppen zu und sicherte so seine Herrschaft. Wohl als Belohnung beförderte Jovian Vitalianus zum protector domesticus, einem Mitglied seiner kaiserlichen Leibwache.
Später brachte er es zum militärischen comes. Unter Kaiser Gratian wird er dann Anfang 381 als Befehlshaber in Illyrien genannt. Ob er zu diesem Zeitpunkt magister equitum per Illyricum war, also General im Range eines Heermeisters (magister militum), oder comes Illyrici, wie die Beschreibung des Ammianus Marcellinus nahelegt, ist umstritten, wobei die neuere Forschung eher von letzterem ausgeht. Jedenfalls deuten sowohl Ammianus als auch der spätere Geschichtsschreiber Zosimos an, dass Vitalianus der schwierigen Aufgabe, die nach der verheerenden Schlacht von Adrianopel dezimierten illyrischen Truppen inmitten des andauernden Gotenkriegs zu stabilisieren, nicht gewachsen war, führen seine Tätigkeiten aber nicht näher aus. Man mag vermuten, dass sein nicht näher bekannter Misserfolg eher an den Umständen lag als an seinen fehlenden Qualitäten als General.
Teile der modernen Forschung vermuten, dass Illyrien damals vom von Theodosius I. regierten Ostteil des Reiches an den von Gratian regierten Westteil überging und Vitalianus vielleicht Nachfolger des Maiorianus war.
Ein Vitalianus wird auch für das Jahr 365 genannt. Procopius, ein Verwandter des konstantinischen Kaiserhauses, hatte sich in Konstantinopel zum Gegenkaiser gegen Kaiser Valens ausrufen lassen. Als sich die Heere der beiden Kaiser bei Mygdum am Sangarios das erste Mal gegenüberstanden, soll, so berichtet Ammianus Marcellinus, Procopius in die Reihen der gegnerischen Armee vorgeprescht sein und dort einen Vitalianus erkannt haben. Er habe sodann seine alte Bekanntschaft mit diesem erfolgreich genutzt, um die Truppen des Valens (der selbst nicht anwesend war) auf seine Seite zu ziehen. Dass es sich hierbei um denselben Vitalianus wie den protector domesticus und späteren Befehlshaber in Illyrien handelte, wird von manchen Forschern als möglich betrachtet, von anderen aber auch abgelehnt.